# Forêt de Nonnenbruch
La forêt de Nonnenbruch ou forêt du Nonnenbruch est une forêt française située dans le département du Haut-Rhin en Alsace. Elle s'étend principalement sur les communes du bassin potassique au nord-ouest de Mulhouse. C'est le principal massif forestier de l'ouest de la région mulhousienne situé dans la partie de la plaine d'Alsace faisant face aux Hautes-Vosges et soumise, de ce fait, à un climat sec d'abri,.
Aujourd'hui parsemée d'anciennes gravières et d'étangs, dont certains sont ouverts à la pêche, et parcourue par des voies vertes et sentiers de randonnée, la forêt du Nonnenbruch est désormais une vaste zone de loisirs de plein nature et le « poumon vert », du nord-ouest de l'agglomération mulhousienne. Dans sa partie sud, le plan d'eau de Reiningue, une des anciennes gravières de la forêt, a été ouvert aux activités nautiques.

## Étymologie et histoire
L'appellation « forêt de Nonnenbruch » vient de l'allemand Nonnenbruchwald, littéralement la « forêt marécageuse des nonnes ». En effet, Bruchwald désigne une forêt marécageuse,  aussi appelée un carr, et Nonnen signifie Nonnes et fait référence aux nonnes de l'important couvent cistercien Sainte-Brigitte de Schoenensteinbach, anciennes propriétaires de cette forêt. Le couvent fut une première fois dévasté en 1525 pendant la guerre des Paysans, puis détruit lors de la Révolution française, mais son influence religieuse s'étendait à l'époque à toute l'Europe centrale.
Avant 1789, le massif s'étendait sur 4 500 hectares, soit 50 % de plus qu'aujourd'hui. Outre l'exploitation du bois, la forêt était utilisée pour l'élevage des porcs qu'on menait à la glandée.
Pendant la Première Guerre mondiale, le secteur s'étendant de Reiningue à Wittenheim a connu de sérieux dommages.
Dans la partie appelée Vorwald, en bordure de Reiningue, des vestiges datant des âges du bronze et du fer ont été mis au jour dans plusieurs tumulus.

## Localisation
Elle est répartie sur les bans communaux des communes suivantes :

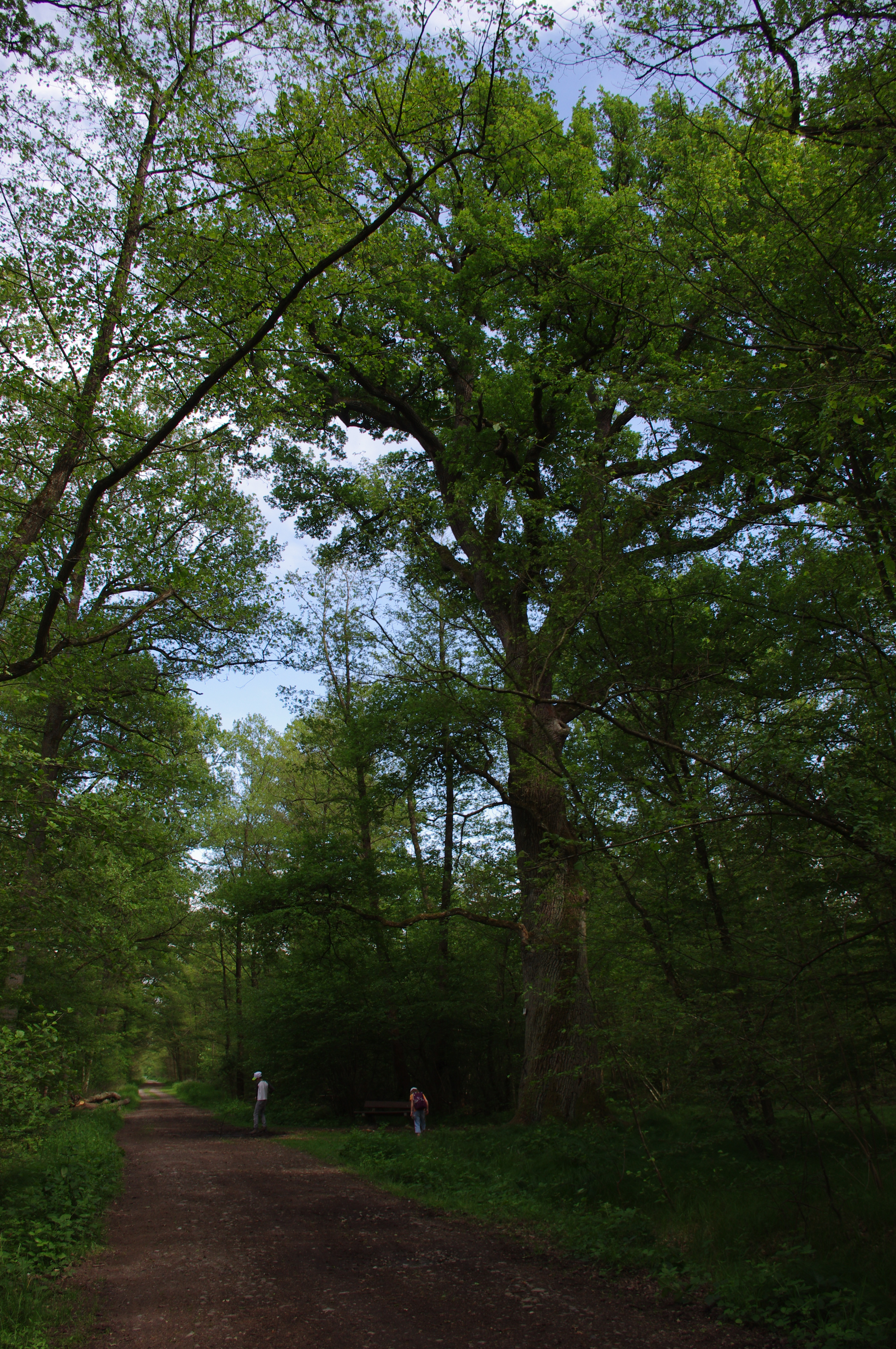
Arbre bicentenaire de la forêt du Nonnenbruch

- Aspach-le-Bas
- Berrwiller
- Bollwiller
- Cernay
- Ensisheim
- Feldkirch
- Kingersheim
- Lutterbach
- Pfastatt
- Pulversheim
- Reiningue
- Richwiller
- Ruelisheim
- Schweighouse-Thann
- Staffelfelden
- Uffholtz
- Ungersheim
- Wittelsheim
- Wittenheim

## Caractéristiques

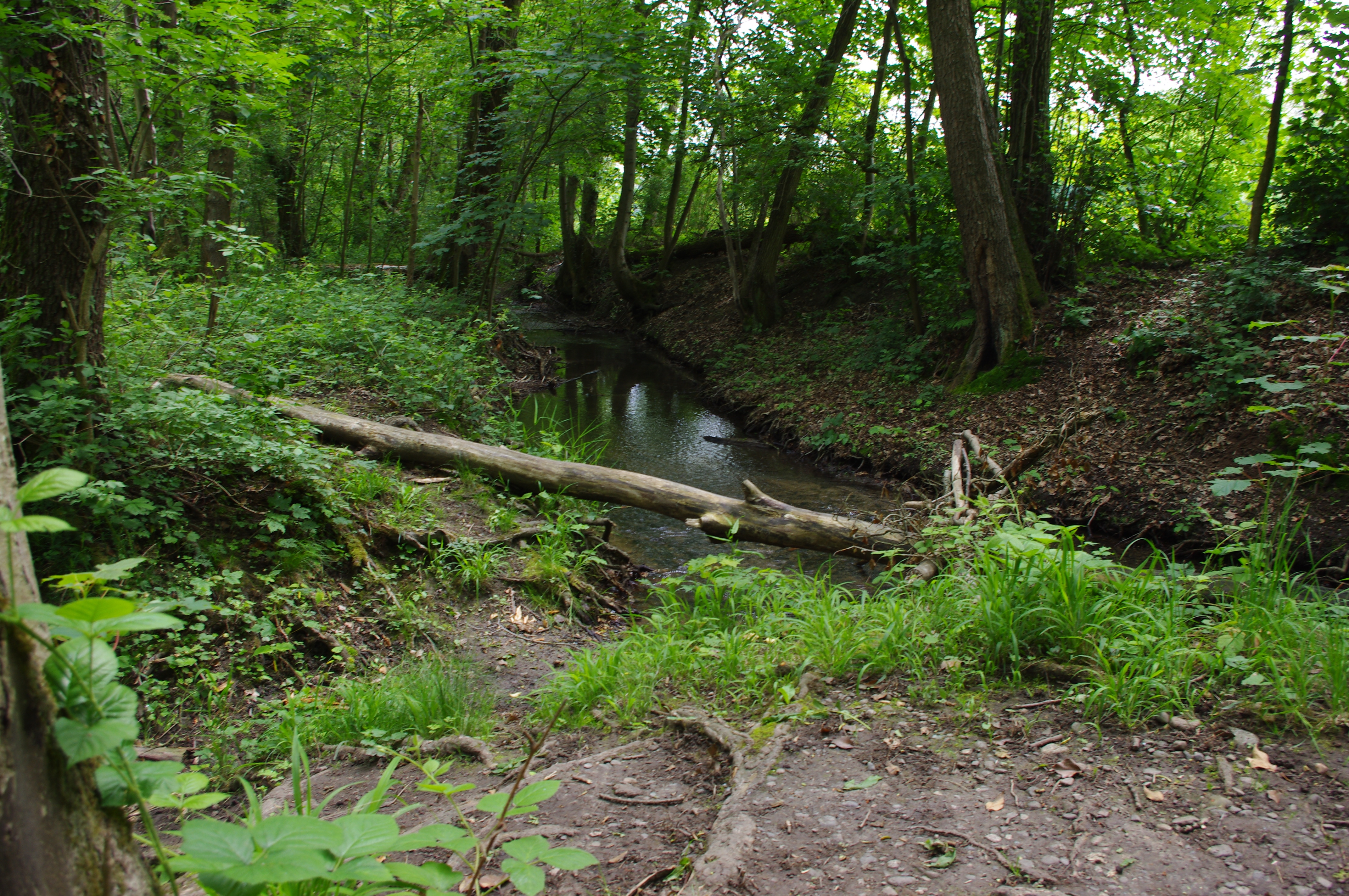
Le Dollerbaechlein au sud de la forêt du Nonnenbruch

Le Nonnenbruch est une forêt sur alluvions, située dans le cône de déjection de la Doller et de la Thur, et poussant sur leurs épandages de galets, de graviers et de sable. Le sol est généralement acide, recouvert par endroits de lœss.
Le massif a été morcelé par l'activité minière sans que celle-ci ne parviennent à porter réellement atteinte à sa relative continuité. Les mines de potasse ont été exploitées pendant 100 ans, de 1904 à 2004 et sont maintenant arrêtées. Il est aujourd'hui menacé par l'urbanisation de la région.
Le massif forestier est parsemé de clairières steppiques, de terrils et d'anciennes carrières qui forment des étangs. L'érosion éolienne des terrils a augmenté la salinité du sol et a quelque peu modifié le paysage.
De nombreux sentiers balisés permettent de traverser la forêt et de rejoindre les différentes communes.
Par décret du 25 mai 2004, ce massif a été classé forêt de protection sur une superficie de 1 340,223 9 hectares, sur le territoire des communes de Kingersheim, Lutterbach, Pfastatt, Reiningue, Richwiller et Wittenheim.

## Biodiversité, menaces et pression sur le milieu
La réserve naturelle régionale de Rothmoos est incluse dans ce massif forestier.
En 2011, à l'occasion des 24 heures de la biodiversité, des naturalistes ont dénombré les espèces présentes dans les lieux-dits Rothmoos et Silbermättle, au sud de la cité Amélie II (communes de Richwiller et Wittelsheim). Cette opération a permis de confirmer la présence de 37 espèces figurants sur la liste rouge en Alsace.

## Faune

### Mammifères

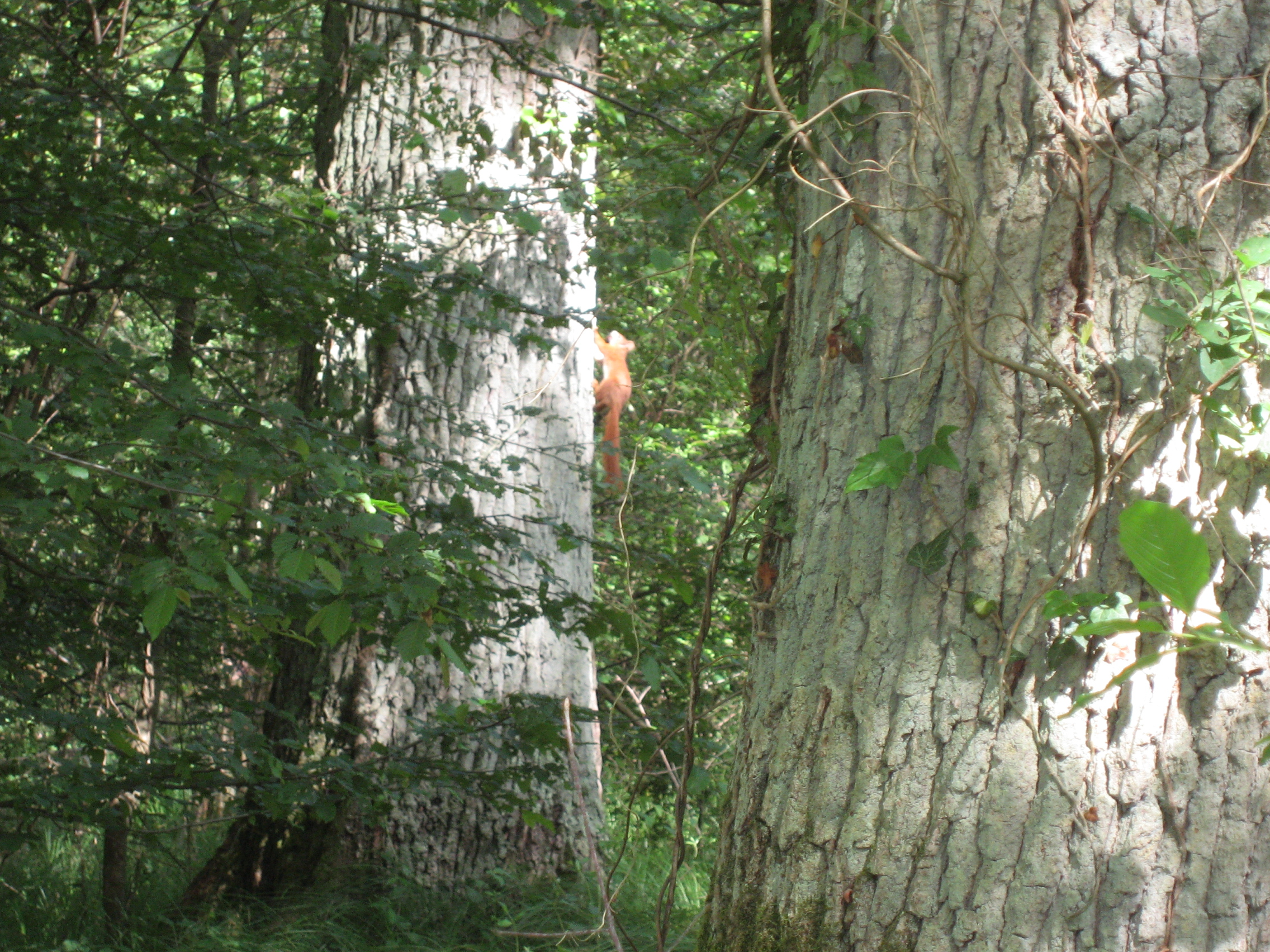
Un écureuil roux grimpant sur le tronc d'un chêne centenaire

- Les Mustélidés : Belette[10] (figure sur la liste rouge des mammifères menacés en Alsace[11]), Blaireau européen[12], Fouine[13], Hermine[14] (figure sur la liste rouge des mammifères menacés en Alsace[11]), Martre des pins[15], Putois[16] (figure sur la liste rouge des mammifères menacés en Alsace[11])
- Les Rongeurs : Campagnol terrestre[17], Écureuil roux[18], Lérot[19], Muscardin[20], Rat des moissons[21], Rat musqué[22], Rat surmulot[23], Souris grise[24]
- Les Cervidés : Chevreuil[25]
- Les Erinacéidés : Hérisson d'Europe[26]
- Les Léporidés : Lapin de garenne[27] (figure sur la liste rouge des mammifères menacés en Alsace[11]), Lièvre d'Europe[28] (figure sur la liste rouge des mammifères menacés en Alsace[11])
- Les Canidés : Renard roux[29]
- Les Suidés : Sanglier[30],
- Le Ragondin[31]